# Znów wędrujemy
Znów wędrujemy – utwór polskiego wykonawcy poezji śpiewanej Grzegorza Turnaua z 1991. Utwór pochodzi z jego debiutanckiego albumu studyjnego Naprawdę nie dzieje się nic.
Tekst do utworu jest jednocześnie wierszem Krzysztofa Kamila Baczyńskiego.